# ذا فيرف
ذا فيرف (الإنجليزية: The Verve) هي فرقة موسيقية تحترف موسيقى الروك بالأساس، تشكلت الفرقة في مدينة ويجان بإنجلترا في عام 1990 بإمكانيات متواضعة لكنها ام تحل دون اختراق الساحة الفنية البريطانية والغربية والعالمية.
كان الاختراق التجاري للفرقة عام 1997 بألبوم «التراتيل الحضرية» (الإنجليزية: Urban Hymns بالأغنية التي حققت شهرة واسعة آنذاك تحت عنوان السونيتة كواحدة من أفضل الألبومات مبيعا في المملكة المتحدة التي تضمت أغنية «السمفونية الحرة المرة (أغنية) (Bitter Sweet Symphony)»، المصورة بطريقة جمالية متميزة على منوال السونيتة، وهو الألبوم الذي حقق نجاحا كبيرا في جميع أنحاء العالم.

## الأعضاء

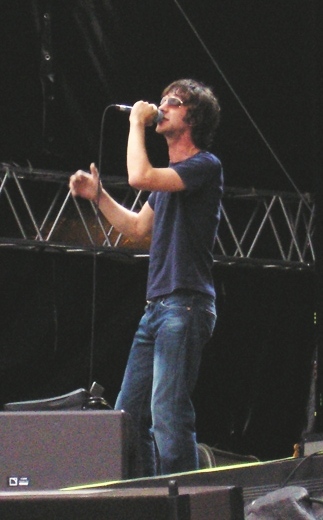
ريتشارد أشكروفت أبرز أعضاء فرقة دي فيرف

تشكلت الفرقة في مدينة ويجان في شمال إنجلترا من عام 1990 أولا من قبل المغني الرئيسي ريتشارد أشكروفت، وعازف القيتارة «نيك مكابي»، والعازف «سيمون جونز» والطبال «بيتر سالزبوري».
العازف الموهوب «سيمون تونغ» لاعب مفاتيح العزف القيثاري للفرقة إلتحق بأعضاء الفرقة في موعد لاحق.
وكان دورهم في المجموعة كالتالي:
- الطبل: «بيتر سالزبوري»
- قيثارة البيس: سيمون جونز
- صوت وقيثارة: ريتشارد أشكروفت
- قيثارة: «نيك مكابي»
- قيثارة بلوحة المفاتيح: «سيمون تونغ»

## أشهر الأغاني
- 1992: الكل في العقل All in the Mind،

(Gravity Grave)
She's A Superstar (إنها نجمة النجوم)
- 1993: الأزرق Blue، الانزلاق بعيدا Slide Away
- 1995: هاذي هي الموسيقى This Is Music، بنفسك On Your Own، التاريخ History
- 1998:سونيتة (أغنية)
- 1997: السمفونية الحرة المرة (أغنية)

## وصلات خارجية
- ذا فيرف على موقع IMDb (الإنجليزية)
- ذا فيرف على موقع ميوزك برينز (الإنجليزية)
- ذا فيرف على موقع أول ميوزيك (الإنجليزية)
- ذا فيرف على موقع ديسكوغز (الإنجليزية)
- الأغنبة على موقع سنونغ فاكتس